# Aérogramme (météorologie)
Pour les articles homonymes, voir Aérogramme.
L’aérogramme ou diagramme de Refsdal est un graphique représentant un profil vertical de l’atmosphère. Il a pour abscisse {\displaystyle \log(T)} et pour ordonnée {\displaystyle T\times \log(P)} avec {\displaystyle T} la température et {\displaystyle P} la pression.

## Propriétés
Les isothermes sont des lignes droites verticales qui s'élèvent de l'abcisse. L'angle entre les lignes adiabatiques séches, ou les pseudo-adiabatiques saturées, et les isothermes dépend de l'échelle de pression, mais en moyenne il est d'environ 45 degrés,.
Sa caractéristique principale est que l’aire entre deux courbes de températures tracées sur un aérogramme est égale à la différence d’énergie entre les deux courbes. En effet, l’énergie dans le cycle de Carnot est, :
{\displaystyle E=-R_{d}\oint T\mathrm {d} \ln p}
où :
- T = Température
- {\displaystyle R_{d}=} Constante spécifique  de l'air sec (287,058 J kg−1 K−1).

Ainsi, on peut facilement calculer l’énergie d’une particule convective par rapport à l’environnement, ce qu’on appelle l’énergie potentielle de convection disponible (EPCD, CAPE en anglais).